# Greensand Ridge
Greensand Ridge (littéralement en français : crête de sable vert), également connu sous le nom de Wealden Greensand, est un escarpement étendu, proéminent, souvent boisé, mixte de sable vert et de grès, situé dans le sud-est de l'Angleterre.
Faisant partie du Weald, une ancienne forêt dense du Sussex, du Surrey et du Kent, il s'étend vers et depuis la côte de l'East Sussex, autour du High Weald et du Low Weald. Il atteint son point culminant, 294 mètres, à Leith Hill (en) dans le Surrey, le deuxième point culminant de l'Angleterre du Sud-Est, tandis qu'une autre colline de sa chaîne, Blackdown, est le point culminant du Sussex à 280 mètres. L'extrémité est de la crête forme la limite nord du Romney Marsh.
Environ 51 pour cent des sables verts de Wealden sont protégés en tant que parc national des South Downs, zone de beauté naturelle exceptionnelle de Kent Downs (en) et Surrey Hills National Landscape (en).